# Capão Alto
Capão Alto este un oraș în Santa Catarina (SC), Brazilia.